# Trichia (krab)
Trichia is een geslacht van kreeftachtigen uit de klasse van de Malacostraca (hogere kreeftachtigen).

## Soorten
- Trichia australis Baker, 1906
- Trichia dromiaeformis De Haan, 1839
- Trichia horii (Miyake, 1940)
- Trichia imajimai (Takeda & Miyake, 1969)
- Trichia indica (Sankarankutty, 1968)
- Trichia sakaii (Balss, 1938)